# Verrückt nach Steve
Verrückt nach Steve ist eine US-amerikanische Filmkomödie aus dem Jahr 2009 von Phil Traill mit Sandra Bullock, Thomas Haden Church und Bradley Cooper in den Hauptrollen.

## Handlung
Mary Horowitz wohnt noch bei ihren Eltern und entwickelt Kreuzworträtsel für die Tageszeitung Sacramento Herald. Während sie ihre Arbeit brillant verrichtet, ist sie in Bezug auf zwischenmenschliche Beziehungen eher neurotisch: Als ihre Eltern ihr ein Blind Date mit dem charmanten Kameramann Steve verschaffen, verliebt sich Mary sofort Hals über Kopf und will Steve gleich auf dem Autositz vernaschen. Doch Steve, der von der quasseligen Mary gar nicht begeistert ist, hat Glück: Sein Handy klingelt zur richtigen Zeit und ihm wird mitgeteilt, dass er für einen Auftrag nach Boston reisen muss. Dummerweise erzählt Steve Mary davon und fügt noch dazu, dass es schade sei, dass sie nicht mitkommen könne. Das lässt sich Mary allerdings nicht zweimal sagen: Völlig auf Steve fixiert, veröffentlicht sie ein Kreuzworträtsel, welches sich nur um ihn dreht, verliert ihren Job und beschließt daraufhin, ihm nachzureisen. Der Reporter Hartman, der zusammen mit Steve reist, macht sich fortan einen Spaß daraus, Mary immer wieder darin zu bestärken, wie verliebt Steve trotz seiner Schimpftiraden doch in sie sei, da er seinen Kollegen leiden sehen will. Als Mary aus Versehen in einen Bergwerksschacht fällt, werden sie und Hartman selbst Teil eines Fernsehberichts. Mary wird schließlich gerettet und begreift, dass sie Steve nicht braucht, um glücklich zu sein.

## Kritiken
Der Film erhielt überwiegend negative Kritiken. Auf der Website Rotten Tomatoes wurden von insgesamt 135 ausgewerteten Kritiken nur 9 als positiv eingeschätzt. Zusammenfassend heißt es dort: „Verrückt nach Steve ist ein eigenartig gruseliger und unangenehmer Film, dessen Heldin so verzweifelt erscheint, dass sie beim Publikum eher Mitleid als Sympathie hervorruft.“

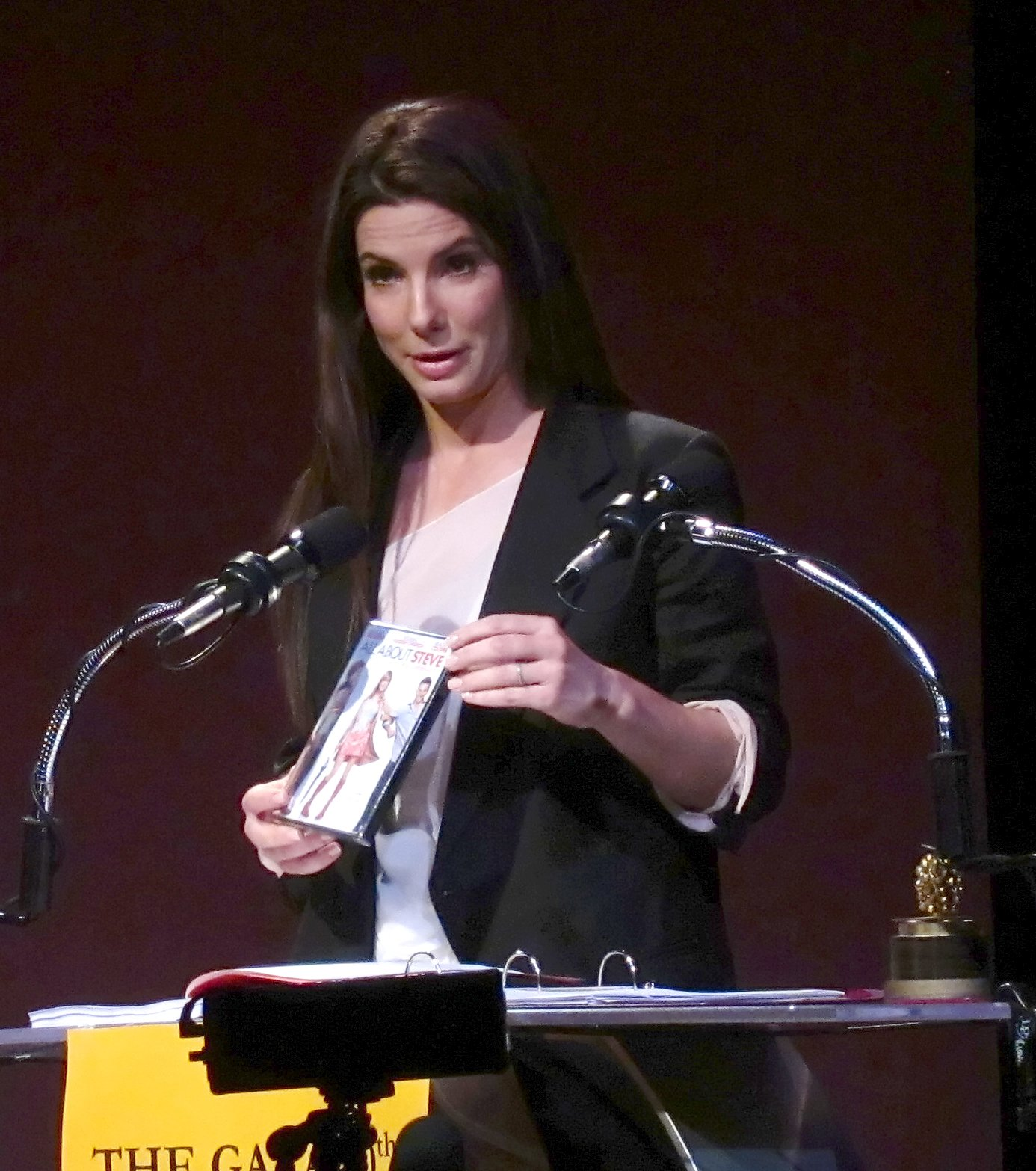
Sandra Bullock bei der Verleihung der Goldenen Himbeere 2010. In den Händen hält sie eine DVD des Films Verrückt nach Steve.

Weitere Kritiken:

„Zusammen mit Co-Star Bradley Cooper („Hangover“) erhielt sie außerdem den Preis für das mieseste Leinwandpaar. Der Film selbst ist auch nicht besser: Bullocks Hysterie geht einem schnell auf die Nerven, und die Gags zünden auch nicht. Fazit: Schriller Klamauk mit zwei enttäuschenden Topstars“

„Diese Komödie bietet mit der von Bullock verkörperten Kreuzworträtsel-Erfinderin Mary Horowitz eine der nervigsten Heldinnen, die jemals das Licht der Leinwand erblickt hat.“

„Verrückt nach Steve ist ein absolut schräges, aber doch sehr berührendes Plädoyer für alle Marys dieser Welt!“

„Unausgegorene Komödie, deren überdrehte, voller Widersprüche steckende Hauptfigur so unglaubwürdig konzipiert ist wie die wenig plausible Handlung. Der Versuch der Inszenierung, seine an sich bemitleidenswerte Protagonistin zur komischen Heldin zu stilisieren, missglückt auf ganzer Ebene.“

## Auszeichnungen
2010 wurde Verrückt nach Steve in fünf Kategorien für den Negativpreis Goldene Himbeere nominiert: Schlechtester Film, Schlechteste Regie (Phil Traill), Schlechteste Hauptdarstellerin (Sandra Bullock), Schlechtestes Leinwandpaar (Sandra Bullock & Bradley Cooper) und Schlechtestes Drehbuch (Kim Barker). Der Film „gewann“ in den Kategorien Schlechteste Hauptdarstellerin und Schlechtestes Leinwandpaar.

## Hintergründe
Verrückt nach Steve ist das Spielfilmdebüt von Regisseur Phil Traill. Der Film spielte in den US-Kinos 33,8 Mio. US-Dollar ein.